# Motoki Fujimura
Pour les articles homonymes, voir Fujimura.
 (mai 2017).
Améliorez-le ou discutez des points à vérifier. 
 (janvier 2010).
Motoki Fujimura (藤村 元紀, Fujimura Motoki, 1987 - 2006) est un tueur japonais.

## Personnel
Selon l'école supérieure d'industrie de Tokuyama (ja), qu'il avait fréquenté au temps du meurtre, Fujimura était un étudiant ordinaire, en dehors du fait qu'il parlait peu. Et l'emploi de Fujimura après la remise des diplômes était déjà décidé.

## Meurtre de Ayumi Nakatani
Vers 15 heures du 28 août 2006, dans un laboratoire de l'école supérieure d'industrie de Tokuyama, Ayumi Nakatani (中谷步, 20 ans à l'époque), une étudiante du 5e niveau, est trouvée morte, étranglée avec un bout de ficelle.
Fujimura est rapidement soupçonné, car sa motocyclette a disparu de l'école après le meurtre, et Fujimura n'est pas retourné chez lui,.

## Découverte du cadavre
La motocyclette de Fujimura est trouvée le 7 septembre, dans une montagne de Kudamatsu, à peu près 5 km du point du meurtre. Et le cadavre pendu de Fujimura, qui était dans un état de décomposition avancé, est trouvé à quelque 10 mètres de la motocyclette. On suppose que Fujimura s'est enfui aussitôt après le meurtre et s'est suicidé.
La police poursuivit Fujimura le 31 octobre. La police a indiqué que Fujimura avait promis un rendez-vous avec Nakatani avant le meurtre, et que Fujimura était sorti de sa maison avec un bout de ficelle.

## La mention du nom
Fujimura est recherché comme le suspect numéro un. Mais il était mineur à ce temps, et comme la loi de Japon interdit la mention publique d'un criminel mineur, les informations sur Fujimura n'étaient pas rendues publique.
Mais le Sincho hebdomadaire de 14 septembre publia un article avec le nom et la photo de Fujimura, affirmant qu'il est étrange de ne pas rendre public des informations sur un suspect en fuite, et que la publication de ces informations peuvent prévenir un suicide ou un deuxième délit Et après la découverte du cadavre, plusieurs journaux majeurs, comme Yomiuri Shimbun, ont commencé à reporter avec le vrai nom.